# Asilus nigerrimus
Asilus nigerrimus är en tvåvingeart som beskrevs av Franz Paula von Schrank 1781. Asilus nigerrimus ingår i släktet Asilus och familjen rovflugor.
Artens utbredningsområde är Österrike. Inga underarter finns listade i Catalogue of Life.